# 芜湖大司马
芜湖大司马（1988年3月17日—），本名韩金龙，安徽芜湖人，中国大陆《英雄联盟》主播、视频创作者、芜湖市政协委员、政协第十四届芜湖市委员会常务委员，芜湖市青联十届委员会常委。
大司马曾是前职业游戏战队CC的教练，2013年G级联赛带领CC战队打败OMG战队后名声大噪，现为英雄联盟中国大陆服务器玩家。在经历了很长时间默默无闻的游戏主播和游戏攻略教学生涯之后，在2016年底转变直播风格，改打中低端段位的比赛并配以风趣幽默的解说，获得了大量的粉丝。
2019年后因在直播中的游戏存在版本滞后、竞技状态下滑等问题以及在直播中经常说出一些有趣的话语如“肉蛋葱鸡”（《英雄联盟》英雄“古拉加斯”的E技能“肉弹冲击”的谐音）等而被观众调侃为“下饭”、“金牌厨师”。这同样使得他在2019年后仍然获得了超高人气，至今仍是中国大陆《英雄联盟》游戏主播中人气最高的几位知名人物之一。

## 社会活动
在韩金龙的主播生涯中，共青团芜湖市委主动联系了韩金龙，并与其与达成合作，2020年韩金龙利用自己的网络影响力，参与了反诈宣传、为中考学子加油和公益宣传片的录制。2021年8月21日，芜湖第十九场“畅聊早餐会”邀请了芜湖大司马等自媒体工作者出席，与芜湖市委书记、市长面对面沟通。11月，共青团芜湖市委、芜湖市青年联合会与韩金龙合作推出了MV《芜湖起飞》，同年12月30日，韩金龙于芜湖市青联十届四次常委（扩大）会议上被增补为芜湖市青联十届委员会常委，并随后成为芜湖市政协委员，被安排在社科界别。
2024年2月6日，芜湖政协网站撤下韩金龙信息。芜湖市政协次日向记者确认韩金龙卸任，不了解卸任原因。